# 西格莉德·雅格倫
西格莉德·雅格倫（Sigrid Agren；1991年4月24日—），昵称“梨儿”，法國超級名模。
她是高級時裝品牌：Chloe、Chanel、Gucci的代言人。上過VOGUE、Harper's Bazaar及Numero等雜誌封面，也有參與Calvin Klein、Ellie Saab、Christian Dior等著名時裝及奢侈品的時裝展。

## 简介
西格莉德·阿格伦来自法国海外领地马丁尼克岛，13岁就摘下Elite模特大赛法国赛区冠军，随后也进入全球决赛，但西格莉德·阿格伦决定先继续学业，因此08年才正式踏上伸展台。
后来，西格莉德·阿格伦在纽约与New York 经纪公司签约，在巴黎和米兰则签给Elite 经纪公司。西格莉德·阿格伦第一场大秀是普拉达 (PRADA)的09早春秀，而且还担任压轴大任。
09春夏巴黎时装周，西格莉德·阿格伦以新秀的姿态出现，立即拿下了七场秀的开场，分别是卡尔·拉格菲尔德 (Karl Lagerfeld) 、亚历山大·麦昆 (Alexander McQueen)、鄞昌涛 (Andrew Gn) 、Barbara Bui、索尼亚·里基尔 (Sonia Rykiel) 、奇妙孩童”(Wunderkind) 以及伊夫圣罗兰 (YSL) 。